# Přišimasy
Přišimasy (en allemand : Prischmas) est une commune du district de Kolín, dans la région de Bohême-Centrale, en République tchèque. Sa population s'élevait à 809 habitants en 2018.

## Géographie
Přišimasy se trouve à 7,5 km à l'ouest-sud-ouest de Český Brod, à 31,5 km à l'ouest de Kolín et à 25 km au sud-est du centre de Prague.
La commune est limitée par Tuklaty au nord, par Tismice et Mrzky à l'est, par Hradešín au sud, et par Škvorec et Úvaly à l'ouest.

## Histoire
La première mention écrite de la localité date de 1309.

## Patrimoine

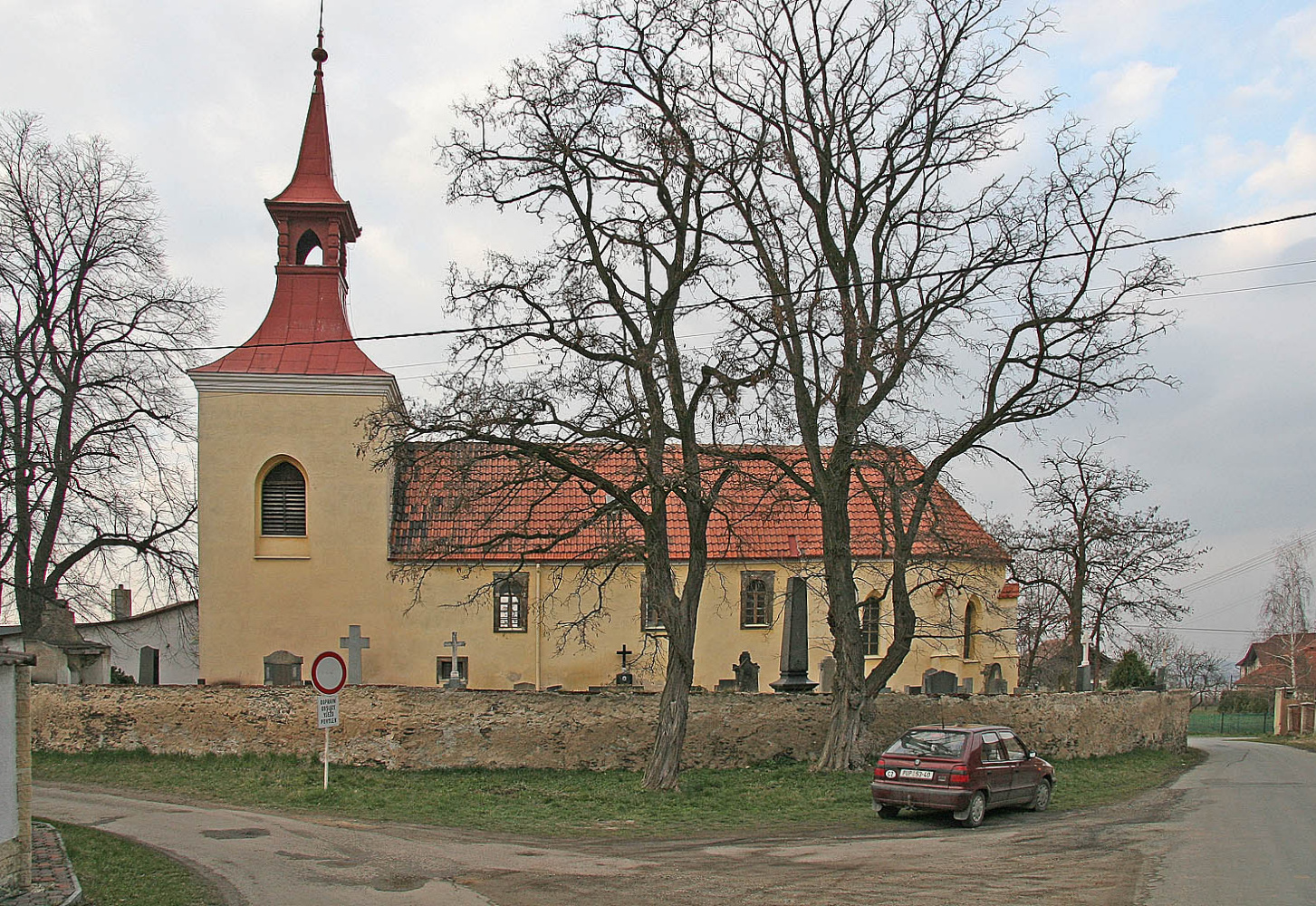
Église Saints-Pierre-et-Paul.
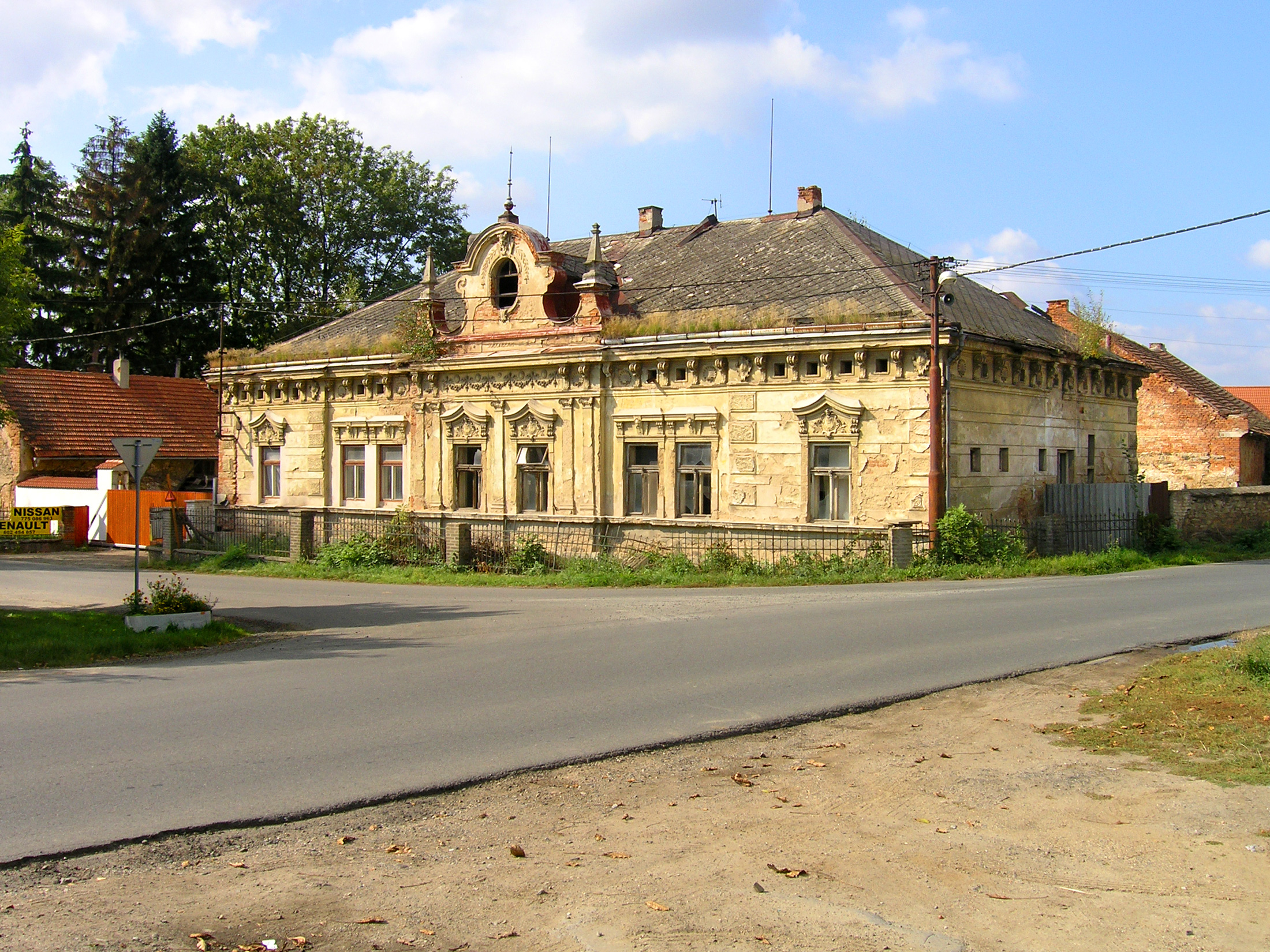
Vieille maison à un carrefour.

## Administration
La commune se compose de trois quartiers :
- Přišimasy
- Horka
- Skřivany

## Transports
Par la route, Přišimasy se trouve à 8,5 km de Český Brod, à 33 km de Kolín et à 27 km du centre de Prague.